# José Vieira Alvernaz
Dom José Vieira Alvernaz (Ribeirinha do Pico, 5 de fevereiro de 1898 — Angra do Heroísmo, 13 de março de 1986) foi um prelado português, bispo de Cochim, arcebispo de Goa e Damão, Patriarca das Índias Orientais e uma das figuras mais marcantes da presença portuguesa na Índia durante o século XX.

## Biografia
Fez os seus estudos no Seminário de Angra e foi ordenado padre na Capela do Seminário em 20 de junho de 1920. Recebeu o doutoramento em filosofia e direito canônico pela Pontifícia Universidade Gregoriana e pelo Instituto Católico de Ciência Social de Bérgamo, tendo obtido o doutoramento em Ciências Sociais.
Em 13 de agosto de 1941, foi nomeado bispo de Cochim, sendo consagrado em 1 de dezembro daquele ano, na Igreja de Nossa Senhora dos Mártires, em Lisboa, por Dom Guilherme Augusto Inácio da Cunha Guimarães, bispo de Angra, tendo como co-sagrantes Dom Abílio Augusto Vaz das Neves, bispo de Bragança e Miranda e Dom Manuel Maria Ferreira da Silva, S.M.P., superior-geral da Sociedade Missionária da Boa Nova. Já em 1950, foi nomeado arcebispo-titular de Anasarta, arcebispo-coadjutor de Goa e Damão e patriarca-coadjutor das Índias Orientais.

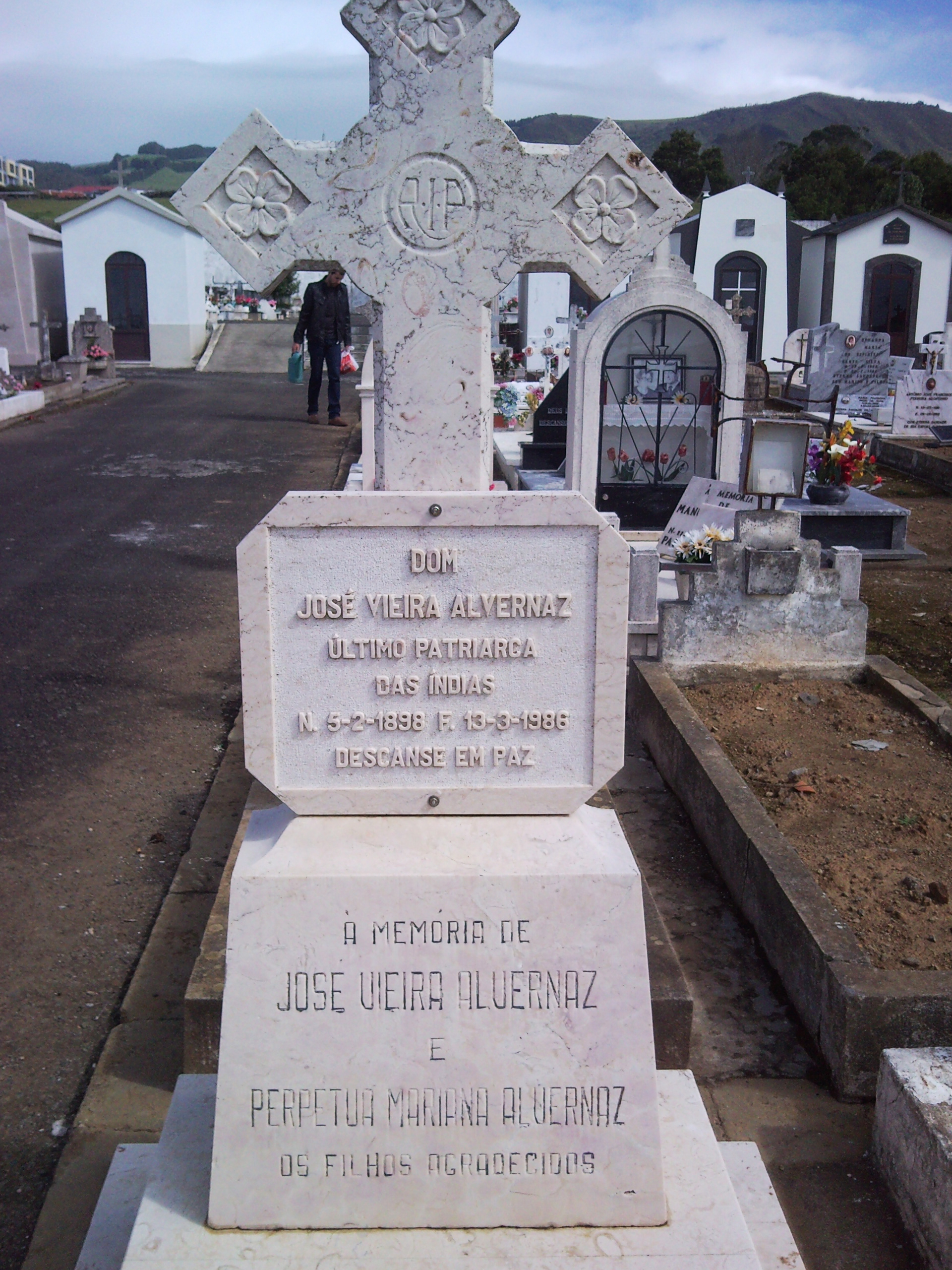
Campa de D. José Vieira Alvernaz, Cemitério da Conceição, Angra do Heroísmo

Em 16 de setembro de 1953, sucedeu a Dom José da Costa Nunes como Patriarca das Índias Orientais. Durante sua prelazia e até a Invasão de Goa, realizou diversas visitas pastorais e obras. No momento da Invasão, decidira por resignar-se da Sé, oficialmente por questões de saúde, mas mais por temer uma guerra por parte da movimentação indiana em torno do território. Com a ida de Dom Alvernaz para o Concílio Vaticano II, a administração arquiepiscopal ficou a cargo do vigário-geral Dom Francisco Xavier da Piedade Rebelo, goês que foi nomeado administrador apostólico conquanto nominalmente o Arcebispo continuasse a ser Dom Alvernaz.
Em 1962, regressou a Angra do Heroísmo, nos Açores, mas para evitar maiores problemas nas relações entre a Santa Sé, Índia e Portugal, continuou nominalmente como Arcebispo de Goa e Damão e Patriarca das Índias Orientais. Por fim, a resignação de Dom José Vieira Alvernaz foi aceite em 22 de fevereiro de 1975, depois de assinado e ratificado o Tratado de 31 de dezembro de 1974 segundo o qual Portugal reconheceu a soberania da União Indiana sobre o antigo Estado Português da Índia.
Após sua renúncia, a Santa Sé colocou a Arquidiocese de Goa e Damão sob sua subordinação direta.
Faleceu em Angra do Heroísmo em 13 de março de 1986, retirado da vida política e com poucos contatos com o meio eclesiástico, exceto quando esteve em Fátima e em Lisboa para celebrar meio século de vida sacerdotal, em junho de 1970. Foi sepultado no Cemitério da Conceição em Angra do Heroísmo.